# 3 Ninjas Kick Back (jogo eletrônico)
3 Ninjas Kick Back é um jogo eletrônico para os consoles Super Nintendo, Mega Drive e Sega CD. Foi desenvolvido pela Malibu Interactive, publicado pela Sony Imagesoft e lançado em 1994.
O jogo é baseado no filme homônimo.

## Enredo
3 Ninjas Kick Back se baseia em 3 jovens irmãos e ninjas, Rocky, Colt e Tum-Tum que ajudam um velho Samurai a recuperar um punhal premiado que foi roubado por seu rival. O punhal, uma vez dado ao Samurai como recompensa, será repassado através das gerações mais jovens, assim que recuperado pelo seu legítimo dono. Os meninos aprendem ninjutsu e caratê a medida que lutam contra as forças do mal que são mais velhas, mais poderosas e maiores do que eles.